# Ziegelhütte (Lauf an der Pegnitz)

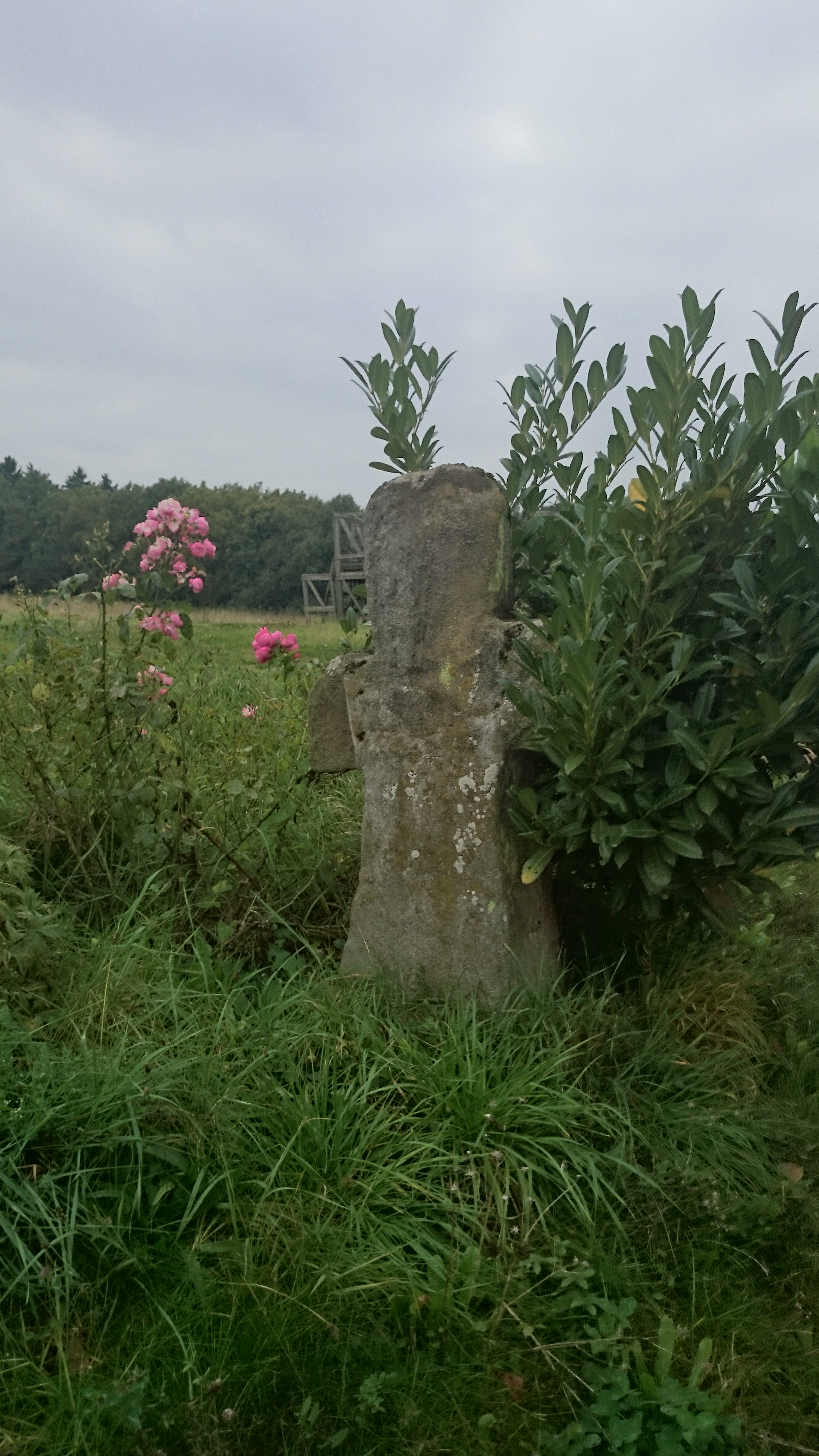
Sühnekreuz in Ziegelhütte

Ziegelhütte ist ein Wohnplatz im Gemeindegebiet der Stadt Lauf an der Pegnitz im Landkreis Nürnberger Land (Mittelfranken, Bayern). Der Weiler liegt in der Gemarkung Dehnberg.
Ziegelhütte liegt an der Kreisstraße LAU 8 zwischen Lauf und Simonshofen, in der Nähe von Dehnberg, kurz vor Simonshofen. Der Ortsname ist zugleich auch der Straßenname. Hier zweigt von der LAU 8 die Gemeindeverbindungsstraße nach Dehnberg ab.
Ziegelhütte gehörte zur Gemeinde Dehnberg, die am 1. Januar 1977 in die Kreisstadt Lauf an der Pegnitz eingegliedert wurde.